# Nowyj Kumor
Nowyj Kumor (ros. Новый Кумор) – wieś (dieriewnia) w Rosji, w Tatarstanie, w rejonie kukmorskim. W 2010 liczyła 156 mieszkańców.